# Liste der luxemburgischen Abgeordneten zum EU-Parlament (1989–1994)
Die Liste der luxemburgischen Abgeordneten zum EU-Parlament (1989–1994) listet alle luxemburgischen Mitglieder des 3. Europäischen Parlaments nach der Europawahl in Luxemburg 1989.

## Mandatsstärke der Parteien
- SOC/SPE: 2
- LDR: 1
- EVP/EVP-ED: 3

| Nationale Partei                                   | Fraktion | Mandate |
| -------------------------------------------------- | --- | ------- |
| Chrëschtlech Sozial Vollekspartei (CSV)            | Fraktion der Europäischen Volkspartei (EVP)Fraktion der Europäischen Volkspartei und europäischer Demokraten (EVP-ED) (ab Mai 1992) | 3       |
| Lëtzebuerger Sozialistesch Aarbechterpartei (LSAP) | Sozialistische Fraktion (SOC)Fraktion der Sozialdemokratischen Partei Europas (SPE) (ab 21. April 1993)                             | 2       |
| Demokratesch Partei (DP)                           | Liberale und Demokratische Reformfraktion (LDR)                                                                                     | 1       |

## Abgeordnete
| Bild | MEP               | Lebensdaten | von           | bis           | Partei | Fraktion   | Anmerkungen                                                 |
| ---- | ----------------- | ----------- | ------------- | ------------- | ------ | ---------- | ----------------------------------------------------------- |
|      | Nicolas Estgen    | 1930–2019   | 25. Juli 1989 | 18. Juli 1994 | CSV    | EVP/EVP-ED |                                                             |
|      | Ben Fayot         | 1937        | 25. Juli 1989 | 18. Juli 1994 | LSAP   | SOC/SPE    |                                                             |
|      | Colette Flesch    | 1937        | 25. Juli 1989 | 5. Juni 1990  | DP     | LDR        | Nachrückerin: Lydie Polfer                                  |
|      | Robert Krieps     | 1922–1990   | 25. Juli 1989 | 1. Aug. 1990  | LSAP   | SOC        | am 1. August 1990 verstorben, Nachrücker: Marcel Schlechter |
|      | Astrid Lulling    | 1929        | 25. Juli 1989 | 18. Juli 1994 | CSV    | EVP/EVP-ED |                                                             |
|      | Lydie Polfer      | 1952        | 12. Juni 1990 | 18. Juli 1994 | DP     | LDR        | nachgerückt für Colette Flesch                              |
|      | Viviane Reding    | 1951        | 25. Juli 1989 | 18. Juli 1994 | CSV    | EVP/EVP-ED |                                                             |
|      | Marcel Schlechter | 1928–2023   | 9. Okt. 1990  | 18. Juli 1994 | LSAP   | SOC/SPE    | nachgerückt für Robert Krieps                               |